# Coupe de France de football 1956-1957
Navigation
Coupe de France 1955-1956 Coupe de France 1957-1958
L'édition 1956-1957 de la Coupe de France est la 40e édition de la Coupe de France de football. Celle-ci est remportée par le Toulouse FC, premier du nom. Cette édition est marquée par la victoire en 16e de finale des amateurs d'El Biar (banlieue d'Alger) qui élimine le grand Stade de Reims, finaliste quelques mois plus tôt de la Coupe des clubs champions européens 1955-1956 (2-0, match joué à Toulouse). C'est une des plus énormes surprises de l'histoire de la Coupe de France.

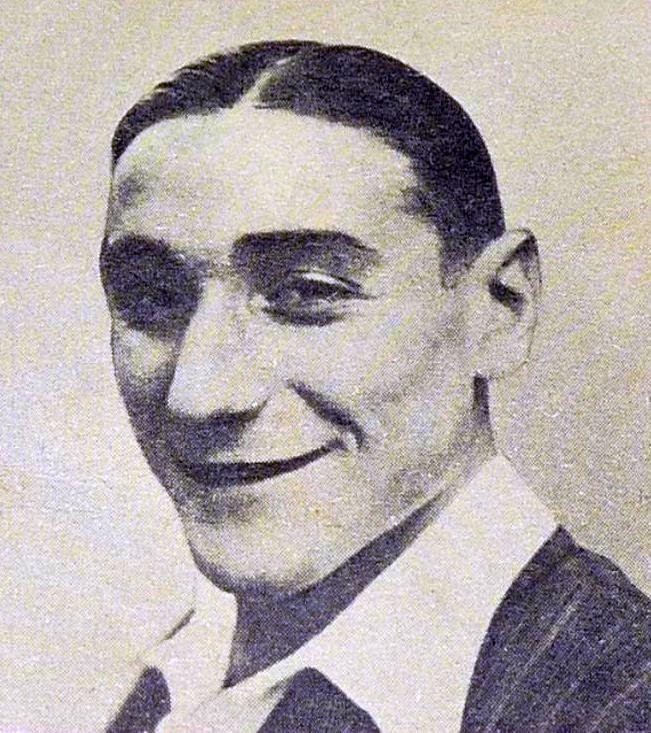
Jules Bigot, entraîneur du T.F.C. de 1953 à 1958, vainqueur de la Coupe de France 1957.

## Trente-deuxièmes de finale
| Division        | Club                     | Score      | Club                         | Division        |
| --------------- | ------------------------ | ---------- | ---------------------------- | --------------- |
| Division 2 (D2) | Olympique alésien        | 6 - 1      | Limoges FC                   | CFA (D3)        |
| Division 1 (D1) | FC Nancy                 | 0 - 0 a.p. | FC Sète                      | Division 2 (D2) |
| Division 2 (D2) | FC Nantes                | 6 - 2      | US Saint-Malo                | CFA (D3)        |
| Division 1 (D1) | OGC Nice                 | 1 - 0      | Stade ruthénois              | CFA (D3)        |
| Division 1 (D1) | Nîmes Olympique          | 3 - 1      | Stade ruffécois              | DH (D4)         |
| Division 2 (D2) | Perpignan FC             | 1 - 0      | SC Draguignan                | CFA (D3)        |
| Division 1 (D1) | RC Paris                 | 8 - 0      | SC Saint-Nazaire             | CFA (D3)        |
| CFA (D3)        | US Quevilly              | 2 - 0      | US Viesly                    | DH (D4)         |
| Division 1 (D1) | Stade de Reims           | 4 - 0      | FC Mulhouse 1893             | CFA (D3)        |
| Division 1 (D1) | Stade rennais UC         | 3 - 2      | CO Roubaix-Tourcoing         | Division 2 (D2) |
| Division 1 (D1) | AS Saint-Étienne         | 5 - 2      | US Normande                  | DH (D4)         |
| Division 1 (D1) | UA Sedan-Torcy           | 2 - 0      | FC Rouen                     | Division 2 (D2) |
| Division 1 (D1) | FC Sochaux-Montbéliard   | 7 - 1      | JA Armentières               | CFA (D3)        |
| Division 1 (D1) | RC Strasbourg            | 2 - 1      | RCFC Besançon                | Division 2 (D2) |
| Division 1 (D1) | Toulouse FC              | 2 - 1      | US Blanzy-Montceau-les-Mines | CFA (D3)        |
| Division 1 (D1) | AS Monaco FC             | 3 - 1      | SA Thiers                    | CFA (D3)        |
| Division 1 (D1) | FC Metz                  | 1 - 0      | SC Toulon                    | Division 2 (D2) |
| Division 1 (D1) | Olympique de Marseille   | 2 - 1      | CS Fontainebleau             | CFA (D3)        |
| Division 1 (D1) | Angers SCO               | 5 - 0      | ASJ Châteaudun               | DH (D4)         |
| Division 2 (D2) | AS Béziers               | 3 - 2      | CA Château-Gombert           | PH (D5)         |
| DH (D4)         | CS Blénod                | 4 - 1      | AS Mulhouse                  | DH (D4)         |
| Division 2 (D2) | FC Girondins de Bordeaux | 2 - 0      | Stade briochin               | DH (D4)         |
| CFA (D3)        | SM Caen                  | 2 - 1      | AS Corbeil-Essonne           | DH (D4)         |
| Division 2 (D2) | AS Cannes                | 1 - 0      | US Aubenas                   | DH (D4)         |
| PH (D5)         | US Denain                | 3 - 1      | US Boulogne-sur-Mer          | DH (D4)         |
| DH Alger (D4)   | SCU El Biar              | 1 - 1 a.p. | AS Aix-en-Provence           | Division 2 (D2) |
| Division 2 (D2) | FC Grenoble              | 2 - 0      | SC Abbeville                 | DH (D4)         |
| DH (D4)         | ES Juvisy-sur-Orge       | 3 - 2      | AS Brest                     | CFA (D3)        |
| Division 1 (D1) | RC Lens                  | 10 - 0     | AAJ Blois                    | CFA (D3)        |
| Division 2 (D2) | Lille OSC                | 10 - 0     | CSP Rehon                    | CFA (D3)        |
| Division 1 (D1) | Olympique lyonnais       | 5 - 1      | AS Giraumont                 | CFA (D3)        |
| Division 1 (D1) | US Valenciennes-Anzin    | 3 - 1      | SPN Vernon                   | CFA (D3)        |
| Matches rejoués |                          |            |                              |                 |
| Division 1 (D1) | FC Nancy                 | 5 - 1      | FC Sète                      | Division 2 (D2) |
| DH Alger (D4)   | SCU El Biar              | 1 - 0      | AS Aix-en-Provence           | Division 2 (D2) |

## Seizièmes de finale
| Division                 | Club                     | Score      | Club                   | Division        |
| ------------------------ | ------------------------ | ---------- | ---------------------- | --------------- |
| Division 1 (D1)          | Angers SCO               | 1 - 0      | RC Paris               | Division 1 (D1) |
| Division 1 (D1)          | Toulouse FC              | 2 - 2 a.p. | RC Lens                | Division 1 (D1) |
| Division 1 (D1)          | FC Sochaux-Montbéliard   | 3 - 2      | AS Saint-Étienne       | Division 1 (D1) |
| Division 1 (D1)          | UA Sedan-Torcy           | 1 - 1 a.p. | Olympique alésien      | Division 2 (D2) |
| Division 2 (D2)          | Perpignan FC             | 2 - 1      | Olympique de Marseille | Division 1 (D1) |
| Division 1 (D1)          | Nîmes Olympique          | 2 - 2 a.p. | US Valenciennes-Anzin  | Division 1 (D1) |
| Division 1 (D1)          | FC Nancy                 | 2 - 1      | Stade rennais UC       | Division 1 (D1) |
| Division 1 (D1)          | AS Monaco FC             | 1 - 1 a.p. | SM Caen                | CFA (D3)        |
| Division 1 (D1)          | Olympique lyonnais       | 2 - 2 a.p. | FC Nantes              | Division 2 (D2) |
| Division 1 (D1)          | OGC Nice                 | 3 - 0      | AS Béziers             | Division 2 (D2) |
| Division 2 (D2)          | FC Girondins de Bordeaux | 6 - 1      | CS Blénod              | DH (D4)         |
| Division 2 (D2)          | AS Cannes                | 2 - 0      | US Quevilly            | CFA (D3)        |
| PH (D5)                  | US Denain                | 2 - 0      | ES Juvisy-sur-Orge     | DH (D4)         |
| DH Alger (D4)            | SCU El Biar              | 2 - 0      | Stade de Reims         | Division 1 (D1) |
| Division 2 (D2)          | FC Grenoble              | 2 - 1      | FC Metz                | Division 1 (D1) |
| Division 2 (D2)          | Lille OSC                | 4 - 1      | RC Strasbourg          | Division 1 (D1) |
| Matches rejoués          |                          |            |                        |                 |
| Division 1 (D1)          | Toulouse FC              | 3 - 0      | RC Lens                | Division 1 (D1) |
| Division 1 (D1)          | UA Sedan-Torcy           | 3 - 1      | Olympique alésien      | Division 2 (D2) |
| Division 1 (D1)          | Nîmes Olympique          | 0 - 0 a.p. | US Valenciennes-Anzin  | Division 1 (D1) |
| Division 1 (D1)          | AS Monaco FC             | 3 - 1      | SM Caen                | CFA (D3)        |
| Division 1 (D1)          | Olympique lyonnais       | 4 - 1      | FC Nantes              | Division 2 (D2) |
| Match rejoué une 3e fois |                          |            |                        |                 |
| Division 1 (D1)          | Nîmes Olympique          | 3 - 1      | US Valenciennes-Anzin  | Division 1 (D1) |

## Huitièmes de finale
| Division        | Club                     | Score      | Club                   | Division        |
| --------------- | ------------------------ | ---------- | ---------------------- | --------------- |
| Division 1 (D1) | Angers SCO               | 1 - 0      | US Denain              | PH (D5)         |
| Division 2 (D2) | FC Girondins de Bordeaux | 1 - 0      | Perpignan FC           | Division 2 (D2) |
| Division 2 (D2) | AS Cannes                | 1 - 0      | FC Nancy               | Division 1 (D1) |
| Division 2 (D2) | Lille OSC                | 4 - 0      | SCU El Biar            | DH Alger (D4)   |
| Division 1 (D1) | OGC Nice                 | 1 - 0      | Olympique lyonnais     | Division 1 (D1) |
| Division 1 (D1) | Nîmes Olympique          | 4 - 3      | AS Monaco FC           | Division 1 (D1) |
| Division 1 (D1) | UA Sedan-Torcy           | 3 - 1      | FC Sochaux-Montbéliard | Division 1 (D1) |
| Division 1 (D1) | Toulouse FC              | 0 - 0 a.p. | FC Grenoble            | Division 2 (D2) |
| Match rejoué    |                          |            |                        |                 |
| Division 1 (D1) | Toulouse FC              | 2 - 0      | FC Grenoble            | Division 2 (D2) |

## Quarts de finale
| Division        | Club                     | Score      | Club            | Division        |
| --------------- | ------------------------ | ---------- | --------------- | --------------- |
| Division 1 (D1) | Angers SCO               | 0 - 0 a.p. | Nîmes Olympique | Division 1 (D1) |
| Division 2 (D2) | FC Girondins de Bordeaux | 2 - 1      | AS Cannes       | Division 2 (D2) |
| Division 1 (D1) | OGC Nice                 | 2 - 2 a.p. | Lille OSC       | Division 2 (D2) |
| Division 1 (D1) | Toulouse FC              | 3 - 2      | UA Sedan-Torcy  | Division 1 (D1) |
| Matches rejoués |                          |            |                 |                 |
| Division 1 (D1) | Angers SCO               | 4 - 1      | Nîmes Olympique | Division 1 (D1) |
| Division 1 (D1) | OGC Nice                 | 7 - 1      | Lille OSC       | Division 2 (D2) |

## Demi-finales
| Division        | Club        | Score | Club                     | Division        |
| --------------- | ----------- | ----- | ------------------------ | --------------- |
| Division 1 (D1) | Toulouse FC | 3 - 2 | OGC Nice                 | Division 1 (D1) |
| Division 1 (D1) | Angers SCO  | 1 - 0 | FC Girondins de Bordeaux | Division 2 (D2) |

## Finale
| Entraîneur : |
| Jules Bigot  |

| Entraîneur :  |
| Walter Presch |

| Entraîneur : |
| Jules Bigot  |

| Entraîneur :  |
| Walter Presch |

## Nombre d'équipes par division et par tour
| Divisions / Manches | 1/32 de finale | 1/16 de finale | 1/8 de finale | 1/4 de finale | 1/2 finales | Finale | Vainqueur |
| ------------------- | -------------- | -------------- | ------------- | ------------- | ----------- | ------ | --------- |
| Division 1          | 18             | 18             | 9             | 5             | 3           | 2      | 1         |
| Division 2          | 14             | 8              | 5             | 3             | 1           | -      | -         |
| CFA                 | 17             | 2              | -             | -             | -           | -      | -         |
| DH                  | 13             | 3              | 1             | -             | -           | -      | -         |
| PH                  | 2              | 1              | 1             | -             | -           | -      | -         |
| Total               | 64             | 32             | 16            | 8             | 4           | 2      | 1         |